# Aspergillose
Aspergillose bestaat uit een spectrum van ziekten veroorzaakt door schimmels uit het geslacht Aspergillus.
De drie voornaamste vormen zijn:
1. bronchopulmonale allergische aspergillose, meestal door Aspergillus fumigatus, maar kan ook door Aspergillus flavus, Aspergillus niger, Aspergillus terreus en Aspergillus nidulans veroorzaakt worden,
2. aspergilloom van de long door Aspergillus fumigatus en
3. invasieve aspergillose, waarbij de schimmel in het bloed of in lichaamsweefsels binnendringt.

Vrij vaak zijn ook de luchtwegen gekoloniseerd door het organisme.
De klinische manifestaties hangen vooral af van de toestand van het immuunsysteem van de patiënt. Bij een verlaagde weerstand door ernstige onderliggende ziekten (zoals taaislijmziekte), neutropenie door chemotherapie, verstoring van de normale flora, en een ontstekingsreactie door gebruik van antimicrobiële middelen en corticosteroïden kan de patiënt makkelijk gekoloniseerd raken en invasieve (dat is het binnendringen in bloed of lichaamsweefsels) ziekte ontwikkelen.
Aspergillus-soorten zijn vaak een secundair opportunistisch pathogeen bij mensen met bronchiëctasieën, kanker, andere schimmelinfecties, sarcoïdose en tuberculose. Het kweken van aspergillus uit sputum (opgehoest slijm) heeft in deze situaties lang niet altijd klinische betekenis.
Aspergillose treedt veel op bij papegaaien of in kraaiennesten.